# Мохамед Амін (фотожурналіст)
Мохамед «Мо» Амін (англ. Mohamed Amin; 29 серпня 1943 — 23 листопада 1996) — кенійський фотожурналіст.
Фотографії Аміна разом із повідомленням Майкла Буерка про голод в Ефіопії 1984 року привернули увагу міжнародної кризи і врешті-решт допомогли запустити благодійну хвилю, яка спричинила концерти Live Aid.
Амін загинув у листопаді 1996 р., коли його рейс Ефіопських авіаліній рейсом 961 був викрадений та врізався в океан поблизу Гранде Комор.

## Життя і робота
Амін народився 29 серпня 1943 року в Істлі, Найробі. У школі він розвинув інтерес до фотографії.
Він заснував компанію Camerapix в 1963 році в Дар-ес-Саламі і через три роки переїхав до міста Найробі. Протягом 1970-х років він став одним з найбільш надійних африканських фотографів новин повідомляв про війни та перевороти по всьому континенту, і його знімки часто використовували західні ЗМІ. Найбільш впливовий момент Аміна настав, коли його фотографії разом з повідомленням Майкла Буерка про голод в Ефіопії 1984 року привернули увагу міжнародної кризи до кінця і допомогли розпочати благодійну хвилю, яка спричинила концерти Live Aid.
Окрім голоду Ефіопії, він створив ексклюзивні фотографії падіння Іді Аміна та Менгісту Хайле Маріам, і був автором численних книг, серед яких «Подорож по Пакистану», «Паломництво до Мекки», а також висвітлював різні теми, як дивовижна природа Східної Африки та Угандинська залізниця. Амін також опублікував випуски Selamta, журналу Ethiopian Airlines.
Амін був активним не лише в Африці, а й на Близькому Сході. Він охопив палестинське повстання Чорного вересня, щоб захопити контроль над Йорданією у вересні 1970 року.
У 1991 році Амін втратив ліву руку під час вибуху звалища боєприпасів в Ефіопії під час громадянської війни в Ефіопії.

## Смерть
23 листопада 1996 року Амін сів на рейс 961 Ethiopian Airlines, коли 61-річний Брайан Тетлі, колега, який написав текст для книг про фотографії Аміна, поїхав до Найробі після відрядження до Ефіопії. Викрадачі штурмували кабіну ET-AIZ, ефіопської авіакомпанії Boeing B767-260ER і змусили пілота Леула Абате летіти на схід над Індійським океаном. Амін намагався згуртувати пасажирів для нападу на викрадачів і зіткнувся з викрадачами, намагаючись зупинити сценарій. У ET-AIZ закінчилося паливо, і Абате скерував літак на узбережжя Коморських островів. ET-AIZ розірвався на шматки, і коли Амін стояв, його тіло вдарило в стіну літака, спричинивши його смерть. Йому було 53. Тетлі також не пережив краху.